# Christie Clark
Christie Clark (Orange County (Californië), 13 december 1973) is een Amerikaans actrice.
Ze is het meest bekend voor haar rol van Carrie Brady Reed in de soapserie Days of our Lives. Ze ging bij de cast op 13-jarige leeftijd in 1986 als oudste dochter van Roman Brady en bleef tot 1990, in 1992 keerde ze terug tot 1999 toen ze met Mike Horton naar Israël vertrok om een nieuw leven uit te bouwen. Lang leek het alsof Carrie nooit meer te zien zou zijn maar eind 2005 dook ze opnieuw op in Salem.
In 1997 en 1998 was ze genomineerd voor een Emmy Award als Beste jongere actrice. Ze speelde ook in enkele films mee.
Ze verliet Days in 1999 om te gaan studeren in Londen, ze keerde twee jaar later terug. Op Ibiza leerde ze haar toekomstige man Thomas Barnes kennen met wie ze in 2002 trouwde.
In maart 2008 werd hun eerste kind, dochter Hannah, geboren.